# Eucalyptus boliviana
Eucalyptus boliviana är en myrtenväxtart som beskrevs av J.B. Williams och Kenneth D. Hill. Eucalyptus boliviana ingår i släktet Eucalyptus och familjen myrtenväxter. Inga underarter finns listade i Catalogue of Life.